# British Rail Class 185
British Rail Class 185 – typ spalinowych zespołów trakcyjnych, należący do produkowanej przez koncern Siemens rodziny pociągów Desiro. Inne eksploatowane w Wielkiej Brytanii jednostki z tej samej rodziny oznaczone są jako Class 350, Class 360, Class 444 oraz Class 450. Jest to jedyny w tej rodzinie model spalinowy - wszystkie inne zasilane są prądem elektrycznym. 
Jednostka ta jest obecnie używana wyłącznie przez przewoźnika First TransPennine Express, dla którego stanowi zdecydowaną większość taboru. Używa jej na większości swych tras, które obejmują swym zasięgiem znaczną część północnej Anglii. Łącznie firma posiada 51 składów tego typu.

## Linki zewnętrzne

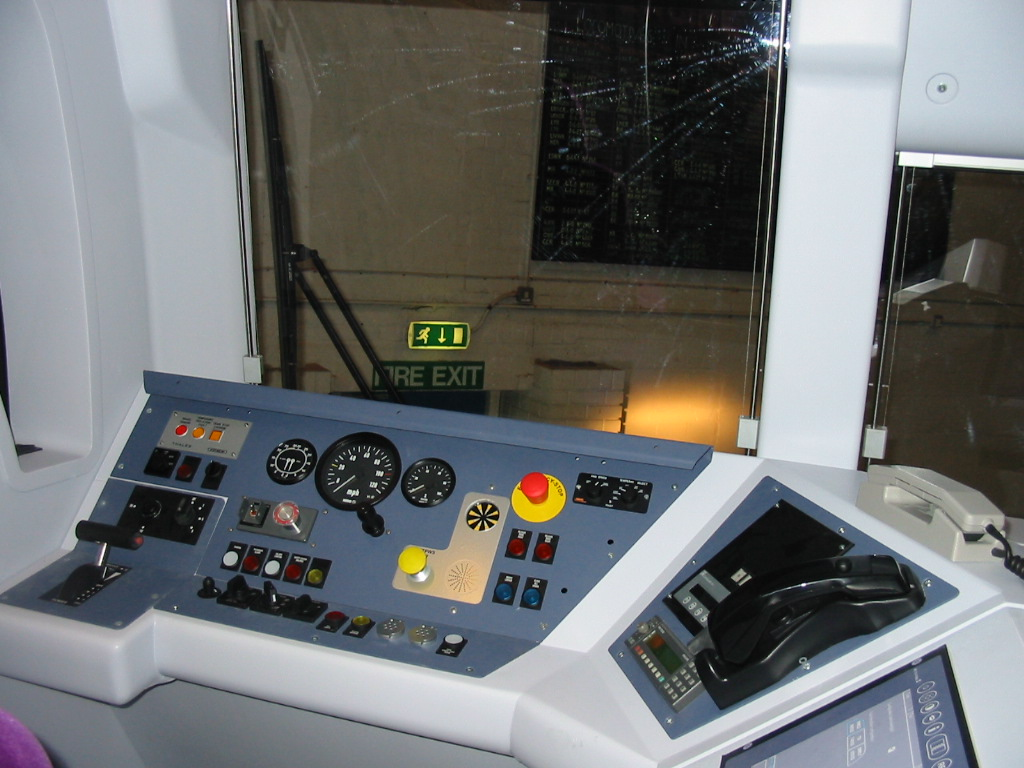
Stanowisko maszynisty